# Phyllecthris
Phyllecthris is een geslacht van kevers uit de familie bladkevers (Chrysomelidae).
De wetenschappelijke naam van het geslacht werd in 1837 gepubliceerd door Pierre François Marie Auguste Dejean.

## Soorten
- Phyllecthris dorsalis (Olivier, 1808)
- Phyllecthris gentilis (Leconte, 1865)
- Phyllecthris texanus (Leconte, 1884)